# San Nicola da Crissa
San Nicola da Crissa är en ort och kommun i provinsen Vibo Valentia i regionen Kalabrien i Italien. Kommunen hade 1 312 invånare (2017).